# كبلر-9b
كيبلر-9ب (بالإنجليزية: Kepler-9b)‏ هو واحد من أول الكواكب التي اكتشفت خارج المجموعة الشمسية (كوكب خارج المجموعة الشمسية) بواسطة مسبار كيبلر التابع لناسا. يدور الكوكب حول النجم كيبلر-9 في كوكبة القيثارة. كيبلر-9ب هو أكبر ثلاثة كواكب اكتشفت في نظام كيبلر بواسطة طريقة عبور الكوكب، له كتلة أقل بقليل عن كتلة كوكب زحل، وهو أكبر كوكب في نظامه. يمثل كيبلر-9ب مع كيبلر-9ج ظاهرة تسمى بالرنين المداري، وفيها الشد التجاذبي من كل كوكب يغير ويزيد من استقرار مدار الكوكب الآخر. أعلن اكتشاف الكوكب يوم 26 أغسطس 2010.

## التسمية والتاريخ
سمّي «كيبلر-9ب» بذلك نسبة لكونه أول كوكب خارجي يدور حول النجم كيبلر-9 يتم اكتشافه. أما النجم كيبلر-9 فقد سمي بدوره نسبة لمهمة كيبلر التابعة لناسا، وهو مشروع هادف للبحث عن كواكب مشابهة لكوكب الأرض. وكانت كواكب كيبلر-9 من بين 700 كوكب مرشح تم حصرهم في 43 يومًا للمهمة. وحدّد نظام كيبلر كواحد من خمسة أنظمة بدا احتواءها لأكثر من كوكب واحد عابر. أعلن اكتشاف كيبلر-9ب يوم 26 أغسطس 2010. كما كان جزءً من أول نظام نجمي تم التأكد من عبور عدة كواكب بنجمه.
تم تأكيد اكتشاف الكوكب بواسطة مسبار كيبلر باستخدام طريقة عبور الكوكب، وفيها يمر الكوكب من أمام نجمه من الجهة المواجهة للأرض مما يخفّض من نسبة ضوء النجم بمقدار صغير، هذا المقدار يستخدم لتحديد الكوكب وعدة خصائص له، من بينها الحجم والمسافة بينه وبين نجمه.
تم تدقيق التقدير الأولي لكتلة كيبلر-9ب بواسطة مرصد كيك، مونا كيا، هاواي. وقد وجد العلماء أن كتلة كيبلر-9ب هي الأكبر بين الكوكبين الغازيين المكتشفين في نظام كيبلر-9، رغم كون كتلته أقل من كتلة كوكب زحل.

## الخصائص
كوكب كيبلر-9ب هو كوكب غازي له كتلة تقريبية تقدر بـ0.252 كتلة مشتري، أي ربع كتلة كوكب المشتري تقريبًا. كما يبلغ نصف قطره 0.842 نصف قطر مشتري، أي حوالي 80% من نصف قطر المشتري. يدور الكوكب حول نجمه كيبلر-9 كل 19.243 يوم، ويقع على بعد 0.14 وحدة فلكية من نجمه. للمقارنة، يبعد كوكب عطارد في المتوسط عن الشمس حوالي 0.387 وحدة فلكية، ويستغرق 87.969 يومًا ليكمل دورته حول الشمس. كيبلر-9ب هو ثاني أقرب كوكب من نجمه في نظام كيبلر-9.
اكتشفت أول حالة رنين مداري بين كوكبين خارج المجموعة الشمسية على الإطلاق بين كيبلر-9ب وكيبلر-9ج. يدور الكوكبان حول نجمهما بنسبة 1:2 تقريبًا، ويحافظ كل منهما على مدار الآخر من خلال الشد التجاذبي. يزداد مدار كيبلر-9ب حوالي 4 دقائق في المتوسط في كل دور مداري. وعليه، سيلاحظ تذبذب نسبة مداري الكوكبين أكثر وأقل من 1:2 بصورة طفيفة مع الوقت. وأشارت أليسيا وينبيرغر من معهد كارينغي أن العملاق الغازي كيبلر-9ب ربما يكون قد تكوّن بعيدًا عن النجم عما هو عليه الآن، وأن ظاهرة الرنين المداري قد تساعد في تفسير تاريخ هجرته للداخل بذلك الشكل.